# Emington
Emington es una villa ubicada en el condado de Livingston en el estado estadounidense de Illinois. En el Censo de 2010 tenía una población de 117 habitantes y una densidad poblacional de 396,26 personas por km².

## Geografía
Emington se encuentra ubicada en las coordenadas 40°58′13″N 88°21′28″O / 40.97028, -88.35778. Según la Oficina del Censo de los Estados Unidos, Emington tiene una superficie total de 0.3 km², de la cual 0.3 km² corresponden a tierra firme y (0%) 0 km² es agua.

## Demografía
Según el censo de 2010, había 117 personas residiendo en Emington. La densidad de población era de 396,26 hab./km². De los 117 habitantes, Emington estaba compuesto por el 93.16% blancos, el 0% eran afroamericanos, el 0.85% eran amerindios, el 5.98% eran asiáticos, el 0% eran isleños del Pacífico, el 0% eran de otras razas y el 0% pertenecían a dos o más razas. Del total de la población el 0.85% eran hispanos o latinos de cualquier raza.